# Бутурлин, Андрей Васильевич
Андре́й Васи́льевич Бутурли́н по прозванию Клепик (? —1676) — русский государственный и военный деятель XVII века, окольничий и воевода.

## Биография
В 1633—1635 годах стольник и воевода в Ливнах. В 1637 году послан на Слободскую украину для строительства укреплений около города Изюма После возвращения из Изюма до 1641 года находился при дворе.
Является основателем города Корочи (ныне Белгородской области). Он получил разрешение Разрядного приказа на возведение крепости на высоком правом берегу реки Корочи (Белой горе). Из донесения воеводы от 5 июня 1637 года «… по твоему государеву указу на реке Короче жилой город устроитца и твоей, государь, посопной волости пригож бытии под жилым под Красным городом по обе стороны по реке Короче в земляном чертеже».
В 1641 году послан воеводой в Кольский острог, в 1644 году «по крымским вестям» стоял воеводой в Веневе. В 1645—1646 годах воевода в Воронеже, а в 1647 году вновь назначен воеводой в Ливны «для бережения» от прихода крымских татар. В 1648 году присутствовал на свадьбе царя Алексея Михайловича и Марии Милославской.
В 1648—1655 годах воевода в разных украинных городах и отличился при отражении набега крымских татар в 1648 году. В 1654 году направлен со своим отрядом на помощь к гетману Богдану Хмельницкому. 11 (21) марта 1655 года пожалован в окольничие и вновь послан на Украину вместе с Василием Бутурлиным для похода на Львов.
29 апреля (9) мая 1656 года назначен воеводой в Киев. В июне 1658 года находился в Москве и в начале февраля 1659 года назначен в товарищи к князю Алексею Трубецкому, отправленному на Украину. Участвовал в Конотопской битве. После падения гетмана Ивана Выговского, приводил к присяге нового гетмана Юрия Хмельницкого и всех заднепровских казаков.
В 1660 году воевода в Переясляве. В 1661 году послан в Тулу для отражения крымского набега. В 1663 году назначен воеводой в Псков.
Последний раз Андрей Васильевич упоминается 4 (14) июля 1672 года, когда он присутствовал на обеде в Кремле.